# Tanja Baran
Tanja Baran (Koprivnica, 29. srpnja 1973.), hrvatska kroatistica, novinarka i radijska voditeljica, urednica HRT-ovog Radija Sljeme.

## Životopis
Osnovnu i srednju pedagošku školu te glazbenu školu pohađala je u Križevcima. Studirala je kroatistiku na Filozofskom fakultetu u Zagrebu (1991. − 1996.), diplomiravši s temom iz usmene književnosti. Stručno je surađivala na projektu „Hrvatska usmena književnost”, ostvarenom kao serijal od deset polusatnih dokumentarnih epizoda tijekom 1997. za Obrazovni program Hrvatske televizije.
Magistrira 2003. radom „Usmena književnost križevačkoga kraja – Križevački štatuti u hrvatskoj vinskoj kulturi i usmenoj književnosti”, a doktorira 2012. tezom „Usmenoknjiževno nasljeđe križevačkoga kraja u kontekstu hrvatske književnosti 19. stoljeća”.
Od 1994. do 2010. novinarka je, voditeljica i urednica na Radiju Sljeme, a potom i na Hrvatskom radiju. Na Prvom programu Hrvatskoga radija uređuje emisiju „Susret u dijalogu” i „Trag vjere” te prijenose misnih slavlja.  Na Radio Sljemenu osmislila je, vodila i uređivala poznatu emisiju „Kajkavijana”, te emisije „Zagrebačka narodna škrinjica”, „Hvaljen Isus i Marija”, „Mlade nade”, „Iz prve ručice”, „Film na 88,1”, zatim emisije o popularnoj duhovnoj i tamburaškoj glazbi. Uredila je i komentirala više prijenosa papinih pohoda u Hrvatsku te Bosnu i Hercegovinu.
Dana, 20. travnja 2016. imenovana je vršiteljicom dužnosti glavnoga urednika, a 1. listopada 2018. i glavnom urednicom Radija Sljeme.
Predsjednica je Udruge za promicanje znamenitih Križevčana „Dr. Stjepan Kranjčić”. Supokretačica je: Dana hrvatskih svetaca i blaženika, Susreta hrvatskoga duhovnoga književnoga stvaralaštva „Stjepan Kranjčić” i Susreta hrvatskoga dječjega duhovnoga stvaralaštva „Stjepan Kranjčić”, koji se svake godine održavaju u Križevcima.
Dobitnica je Priznanja Grada Križevaca (2012.) za „izniman doprinos u istraživanju zapisane usmene književne građe križevačkoga kraja i promicanje duhovno-kulturnog nasljeđa Križevaca” te Nagrade Hrvatskih novinara i publicista za najbolji novinarski rad u 2017. godini.
Vanjska je suradnica i predavačica na Odjelu za komunikologiju Fakulteta hrvatskih studija te piše za Glas Koncila.

## Knjige
- Zvijezda sjajna. Deset godina Udruge za promicanje znamenitih Križevčana „Dr. Stjepan Kranjčić“, Glas Koncila, 2018.
- Usmena književnost križevačkoga kraja, Matica hrvatska, 2022.
- Hrvatska vinska kultura, Prigorski Media, 2024.

## Vanjske poveznice
- Bibliografija u CROSBI-u.